# Royal Artillery Barracks

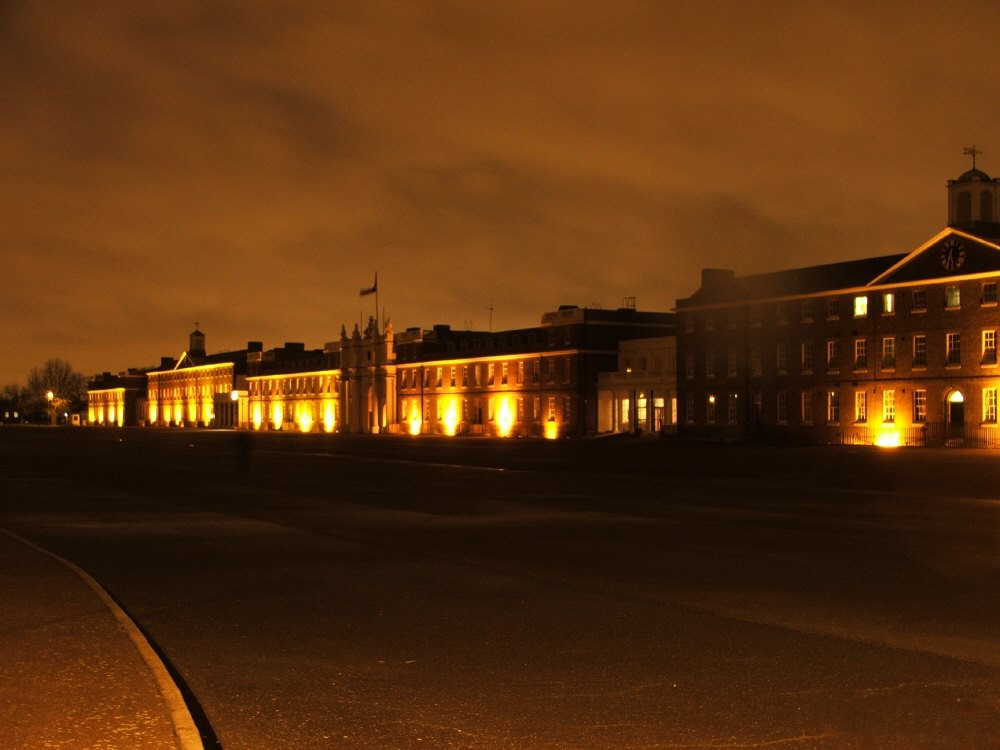
O Quartel de Artilharia Real em 2005.

Royal Artillery Barracks (Quartel da Artilharia Real) em Woolwich, no Bairro Real de Greenwich (Londres), foi a casa da Royal Artillery (ou Artilharia Real, traduzido). É famoso por ser o edifício georgiano com a fachada mais longa no Reino Unido, bem como por ter a maior praça de parada de qualquer quartel do Reino Unido.[carece de fontes?]

## História
O Quartel foi construído entre 1776 e 1802 num sítio com vista para o Comum de Woolwich. O seu uso pela Artilharia Real terminou com a partida do 16º Regimento de Artilharia Real, em Julho de 2007.
Woolwich tem grandes ligações com o armamento. Além do Royal Artillery Barracks, foi a localização do complexo do Arsenal Real, que foi a principal fábrica de armamento do Governo Britânico durante mais de 200 anos, e da Royal Millitary Academy, que treinou os oficiais e engenheiros de artilharia entre 1741 e 1939. Houve também um hospital militar baseado em Woolwich, fechado a meio dos anos 1990. O Comum de Woolwich é ainda uma área de treino militar apesar das tropas não serem lá vistas actualmente. O Estaleiro de Woolwich foi um dos principais Estaleiros Reais durante o período dos Tudor e o período dos Stuart, apesar de ser fechado no final do século 19 para uso da Royal Navy por o Tamisa ser muito difícil de navegar para os navios de guerra da época.
Foi assunto de debate se o Ministério da Defesa do Reino Unido iria dispor do quartel como excedente aos requerimentos. O quartel foi agora designado como um dos "locais centrais" do Ministério da Defesa. Chegou a haver rumores de que a única razão devido à qual o quartel não foi vendido foi a Royal Artillery Mess, cujos oficiais da messe no edifício não iriam consentir a venda, por isso o Min. da Defesa foi forçado a reconhecer que eles não iriam descartar o edifício no seu todo.[carece de fontes?] Agora está planeado que a última unidade de RA (Royal Artillery) seja movida, os deveres públicos do batalhão de infantaria e as companhias incrementais dos Guardas serão movidas para o Quartel de Chelsea, e o Quartel de Cavalaria será fechado. Também a Royal Horse Artillery deverá mudar de sítio, para os novos quartéis em Woolwich.

## Infraestrutura para as Olimpíadas e Paralimpíadas de 2012
As provas de Tiro nos Jogos Olímpicos de Verão de 2012 e nos Jogos Paralímpicos de Verão de 2012 em Londres, Reino Unido, serão realizadas numa infraestrutura temporária no Quartel.O quartel também sediará as provas de Tiro com Arco nos Jogos Paralímpicos
 A infraestrutura original para o Tiro seria o Centro Nacional de Tiro, em Bisley, Surrey, mas os planos foram alterados depois do Comitê Olímpico Internacional expressar preocupação com o número de eventos fora da cidade sede.
O orçamento para as instalações olímpicas é estimado em 22.9 milhões de Euros. Depois das Paralimpíadas, o pavilhão temporário de Tiro será relocado em algum local dentro do Reino Unido